# カトゥー
カトゥー（1976年1月24日 - ）は、日本のお笑い芸人。本名および旧芸名は加藤 直也（かとう なおや）。
大阪府出身。マセキ芸能社所属。

## 来歴・人物
千葉県立柏井高等学校時代は野球部に所属しており、現在も草野球でプレーを続けている。また阪神タイガースのファンである。
東京経済大学経済学部経済学科在学中の1997年に、同級生の大野泰広とのお笑いコンビ、ハレルヤを結成。ハレルヤ時代はツッコミではなく「超頑張っている人」「ツッコミだけど天然」と言うキャラであった。2007年9月でハレルヤは解散、以後はピン芸人として活動している。
2009年3月30日から『おもいッきりDON!』の月曜日のレギュラーとして「突撃DON!」の突撃リポーターを担当。それと同時に本人も含め、麦芽（火曜日）、超新塾（水曜日）、大西ライオン（木曜日）、鳥居みゆき（金曜日）のお笑い芸人5組でサバイバルバトルを戦うことになった。大苦戦するものの、第1部の『1025』で約2ヶ月間行われていた「突撃DON!」のサバイバルバトル最後の週では大西ライオンとわずか1ポイントの差で最下位になり、6月29日の放送をもって当番組の卒業第1号となってしまった。8月20日放送の『1155』ではトークコーナーの終わりごろにライブの宣伝として再登場するが、紹介クレジットには「墓場芸人」と表記された（「マグロ」のコーナーにも参加）。
芸人活動以外にも、所属事務所であるマセキ芸能社の養成所の講師も担当している。
2012年12月5日、芸名を「カトゥー直也」から「カトゥー」に改名した。

## 芸風
- ネタは主に漫談で昭和テイストを感じさせるようなものが特徴である。代表的なものとして「ものは考えよう」「どー思う?」「表と裏」などがある。
- ネタ前の挨拶で『おげんこ～』と言う事が多い。また、客席のウケ具合がイマイチだった場合、最初は『体調悪い？』などと諭すが、ウケない状況が続いた場合は『反抗期か!』などと怒る時もある。
- オカマ（名前は『カトリーヌ』）に扮したネタもあり、主に一発ギャグを行いブリッジとして『一丁目（イッチョメ）、二丁目、三丁目！　フゥ～』と言うフレーズを挟む。よく行うギャグは『おねだりジャンケン』や『一休さん』などがある。

## ものまねレパートリー
- 片岡鶴太郎

- 坂本昌行（20th Century）

## 出演

### レギュラー番組

#### 現在のレギュラー
- あらぶんちょ!（東京ケーブルネットワーク）

#### 過去のレギュラー
- おもいッきりDON!（日本テレビ）月曜レギュラー(2009年3月30日-6月29日)

### その他出演番組
- エンタの神様（日本テレビ）キャッチコピーは「2丁目のカトリーヌ」
- お笑いメリーゴーランド（2008年3月22日、TBSテレビ）
第1回にこばやしけん太、星野卓也、タボンの同じマセキ芸能社所属の3組と一緒に『カトゥー直也チーム』として出演。「最優秀ギャグ 第6位」に選ばれる。
第2回にザ・パンチ、ジョニ男、古家後惣一の3組と一緒に『ザ・パンチチーム』として出演。
- ぐるぐるナインティナイン（日本テレビ）『おもしろ荘へいらっしゃい!』 「カトリーヌ」名義で出演。
- 浜ちゃんと!（ytv、日本テレビ 他）『NHK（ニューほっしゃん。企画）すべり芸自慢』
- リンカーン（TBSテレビ）『リンカーン芸人タワー』第2回（2008年6月24日）
- お笑いDynamite!（2008年12月29日、TBS）キャッチコピーは「2丁目からの刺客」
- 新春ピンクカーペット（フジテレビ）-キャッチコピーは「オールウェイズ2丁目の憂鬱」
- ザ・イロモネア（2009年7月30日、TBS）　『ゴールドラッシュ』に出演、1週目敗退。
- ネタ神〜笑いの神の前でネタを〜（2009年8月8日、テレビ大阪）
- ショーバト!（日本テレビ）- 2010年7月20日『ミニバト!』
- ダウンタウンのガキの使いやあらへんで!!（日本テレビ） - 2011年1月23日『山-1グランプリ』
- 業界トップニュース （テレビ朝日、2012年6月23日）
- ナイツのHIT商品会議室（千葉テレビ放送、2013年4月-5月） - 当該期間の「永遠のマンスリーゲスト」として出演。
- 芸人報道（日本テレビ）- 2013年4月23日「第4回すぐ言う芸王座決定戦」
- おはスタ（テレビ東京）- 2013年10月10日・2014年3月26日『ひなこ姫を起こせ!』
- 燃える男 中畑清の1・2・3絶好調（千葉テレビ）